# Cơ quan Bảo vệ Liên bang Nga

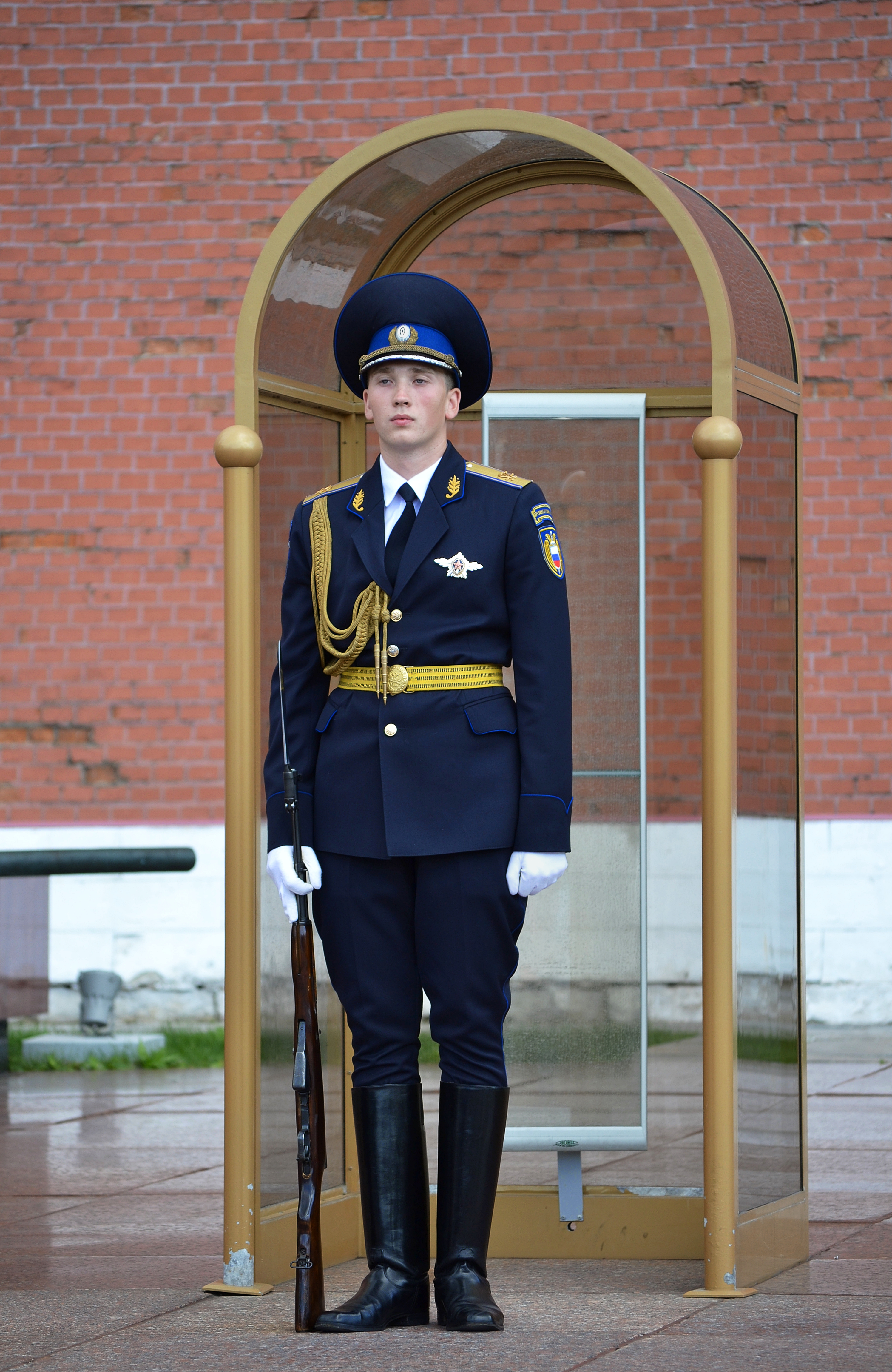
Một cảnh vệ tại Điện Kremlin trong biên chế FSO

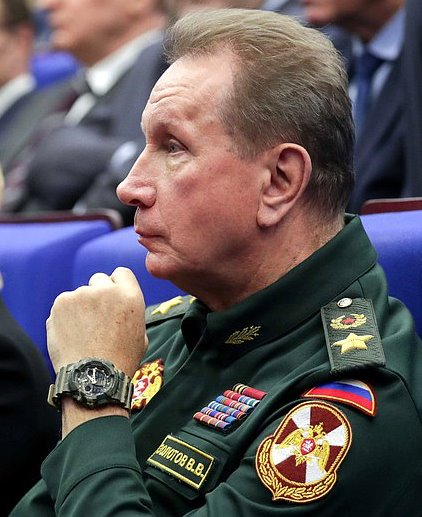
Ông Viktor Zolotov là lãnh đạo FSO đương nhiệm năm 2019

Cơ quan Bảo vệ Liên bang Nga (tiếng Nga: Федеральная служба охраны/Federalnaya Sluzhba Okhrany viết tắt là FSO, tiếng Anh là Federal Protective Service được dịch là Cục Bảo vệ Liên bang) là một cơ quan thuộc Chính phủ Liên bang Nga chuyên thực thi các nhiệm vụ liên quan đến việc bảo vệ những quan chức cấp cao của nhà nước. Cơ quan này thực thi chức năng theo sự ủy quyền từ các luật liên quan, với đối tượng được bảo vệ bao gồm cả Tổng thống Nga, cũng như một số tài sản liên bang. Cơ quan Bảo vệ Liên bang Nga có nguồn gốc là một nhánh của KGB với tên gọi là Cục 9 KGB hay Devyatka (девятка) và sau đó là Cơ quan An ninh Tổng thống (SBP) do tướng KGB Alexander Korzhakov lãnh đạo.
Vào ngày 27 tháng 5 năm 1996, Đạo luật "Về Bảo vệ Nhà nước" đã tổ chức lại GUO (Glavnoye Upravlenie Okhrani) thành FSO (Cơ quan Bảo vệ Liên bang). FSO bao gồm Cơ quan An ninh Tổng thống Nga. Công tác an ninh cá nhân của tổng thống được đặt dưới sự chỉ đạo của Viktor Zolotov là nhân vật giám sát toàn bộ FSO. Theo phương Tây thì FSO bao gồm khoảng 50.000 nhân viên và kiểm soát "hộp đen" (vali hạt nhân) có thể được sử dụng trong trường hợp chiến tranh hạt nhân. Cơ quan này được cho là được ưu tiên sử dụng các thành tựu kỹ thuật tiên tiến trong nước để thực thi nhiệm vụ.

## Nhiệm vụ
FSO không chỉ bảo vệ cho Tổng thống Nga mà còn bảo đảm an ninh cho các thẩm phán, nhân chứng, quan chức và các địa điểm quan trọng ở Nga như Điện Kremlin hay tòa nhà Quốc hội. FSO có thể tiến hành hoạt động tác chiến và điều tra, thực hiện nghe lén, bắt giữ công dân, lục soát nhà, nơi ở khám xét thư từ, bắt giữ công dân và trưng dụng xe ô tô khi cần. FSO có nhiệm vụ theo dõi và cung cấp thông tin về tình hình kinh tế-xã hội tại các vùng miền của Nga cho các quan chức cấp cao của chính phủ. Ngoài việc bảo vệ các tòa nhà của Nhà nước cùng các địa điểm trọng yếu, các nhân viên FSO còn chịu trách nhiệm về bảo vệ các tuyến đường dẫn tới các cơ sở này và luôn để mắt tới những người dân sống ở các khu vực đó.
FSO lại là một cơ quan đầy quyền lực, đa mục đích và cực kỳ bí mật nên gần như không có một lực lượng an ninh nào tại Nga khép kín hơn FSO. Không có dữ liệu hay báo cáo công khai về các hoạt động của tổ chức này. Chỉ những người được tin cậy đặc biệt mới được làm việc cho FSO. Đôi lúc nhân viên FSO mặc áo vét đen với micro nhỏ gắn trong tai. Khi thì họ mặc đồ dân sự và trà trộn vào đám đông, FSO còn cạnh tranh với cả FSB và Cục Quản lý Tài sản Tổng thống. FSO hiện có khoảng 20.000-30.000 người, cũng có thông tin cho rằng quân số của lực lượng này lên đến 50.000 người. Đội cận vệ bảo vệ Tổng thống Putin là các nhân viên Cục An ninh Tổng thống, cục này trực thuộc FSO với quân số từ 2.000-3.000 nhân viên mặc thường phục.

## Tác nghiệp
Truyền thống bảo vệ những nhân vật hàng đầu đã được các nhân viên Cục 9 KGB thời Liên Xô xây dựng cho đến mức hoàn thiện trước khi được chuyển giao cho Cơ quan Bảo vệ liên bang ngày nay. Hiện tại, tất cả đã vận hành theo những nguyên tắc, kế hoạch chi tiết, và nghiêm ngặt nhất như, khi nguyên thủ quốc gia dự định tới một khu vực nào đó. Khoảng từ 1 tháng đến 1 tháng rưỡi trước chuyến thăm, các chuyên gia phân tích an ninh đã bắt tay vào công việc. Họ theo dõi tại khu vực này tất cả mọi thứ mức độ tội phạm, những khuynh hướng tôn giáo cực đoan, điều kiện sinh thái và thậm chí cả biến động địa chấn (đề phòng trường hợp tới nơi đang có nguy cơ động đất). Các kết quả điều tra ban đầu này được gửi về Moscow. Sau đó, khoảng từ 4 đến 5 tuần trước chuyến viếng thăm, các "điệp viên" sẽ bay tới đây nghiên cứu tình hình tại chỗ, bàn bạc với các cơ quan địa phương về chi tiết bảo vệ. 
Thông thường, phía địa phương được giao nhiệm vụ bảo vệ chung ở vòng ngoài. Các điệp viên trong thời gian này sẽ nghiên cứu kỹ khách sạn nơi Tổng thống sẽ nghỉ chân và các địa điểm ông sẽ tới trong chuyến thăm. Các nhân viên FSO sẽ yêu cầu phía chủ quản khắc phục Ngay mọi sai sót có thể - từ hệ thống điện cho tới chiếc tay nắm cửa nhà vệ sinh bị hỏng. Công việc tiếp theo là của các chuyên gia kỹ thuật với những thiết bị đặc biệt: Một số đảm trách việc "vô hiệu hóa" những tần số thường dùng để truyền tín hiệu cho các bộ kích nổ bằng vô tuyến, một số khác kiểm tra xem có hay không những bức xạ nguy hiểm, độ trong lành của không khí, chất lượng đồ ăn và rất nhiều thứ khác nữa. Cuối cùng, bản thân Tổng thống sẽ được bảo vệ bởi 4 vòng vây các vệ sĩ. Vòng đầu tiên luôn bám sát theo nguyên thủ quốc gia - thông thường là những chàng trai khoẻ mạnh có đeo tai nghe và xách theo vali trên tay (trên thực tế chiếc vali này đóng vai trò là tấm lá chắn bọc thép bảo vệ cho nguyên thủ). 
Bề ngoài của những nhân vật này thường rất lạnh lùng và gây ấn tượng. Nhiệm vụ chính của họ là dùng thân thể mình để che đạn cho Tổng thống, đồng thời với quân số và diện mạo của mình khiến những tên sát thủ phải khiếp sợ, phải lo ngại dẫn tới hành động sai lầm. Vòng bảo vệ thứ hai bao gồm những nhân vật bí mật mặc quần áo dân sự, ẩn mình trong đám đông. Họ có bề ngoài không có gì nổi trội do thường hành động một cách lặng lẽ như những tên móc túi - thậm chí còn có thể bí mật sờ nắn những nhân vật đáng ngờ để tìm kiếm vũ khí. Vòng bảo vệ thứ ba được bố trí bao quanh theo một chu vi nhất định nhằm bắt giữ những kẻ có ý định xấu đang cố tiến sát về phía Tổng thống. Vòng bảo vệ thứ tư được bố trí xa nhất bao gồm các xạ thủ bắn tỉa thường nấp trên những mái nhà xung quanh, sẵn sàng bắn hạ bất kỳ kẻ nào có ý định ám sát Tổng thống. 